# Jeanne Peiffer
Jeanne Peiffer (Mersch, 20 de agosto de 1948) é uma matemática luxemburguesa, especialista em história da matemática.

## Contribuições
Lida com periódicos científicos dos séculos XVII e XVIII, também do ponto de vista sociológico científico e com o aspecto da história da especialização dos periódicos matemáticos, com perspectiva no Renascimento em relação à geometria e óptica, e a literatura como uma ferramenta de comunicação da matemática no século XVIII.
Foi co-editora (com Pierre Costabel) da correspondência de Johann Bernoulli (Birkhäuser 1988, 1992) e publicou uma tradução francesa da geometria de Albrecht Dürer. Com Amy Dahan escreveu um popular livro de matemática em francês, traduzido para o inglês e o alemão.
De 1995 a 2015 foi co-editora dos periódicos Revue d'histoire des mathématiques e Historia Mathematica.

## Formação e carreira
Peiffer estudou na Universidade de Luxemburgo, onde é professora após ter sido aluna de René Taton. É Diretora Emérita de Pesquisa do Centre national de la recherche scientifique (CNRS) e do Centro Alexandre Koyré do CNRS e da École des hautes études en sciences sociales (EHESS).

## Publicações
- com Amy Dahan-Dalmédico: Une histoire des mathématiques,[1] Routes et Dédales, éditions Études vivantes[2] Québec, 1982, Éditions du Seuil, Paris, ISBN 2020091380, 1986, 4th edition 2001
  - tradução para o alemão: Wege und Irrwege – eine Geschichte der Mathematik, Birkhäuser 1994, Springer 2014
- editora e tradutora: Albrecht Dürer, Géométrie, Ed. du Seuil 1995 (também traduzido para o espanhol)
- Faire des mathématiques par lettres, Revue d'histoire des mathématiques IV/1, 1998, pp. 143–157
- com Jean-Pierre Vittu: Les journaux savants, formes de la communication et agents de la construction des savoirs (xviie – xviiie siècles), Dix-huitième siècle, volume 40, 2008, pp. 281–300.
- Constructing perspective in sixteenth-century Nuremberg, in: Mario Carpo, Frédérique Lemerle (publisher), Perspective, Projections & Design. Technologies of Architectural Representation, London & New York: Routledge, 2007, pp. 65–76